# Batterie de la Convention
La batterie de la Convention est un édifice militaire construit sur l'île Sainte-Marguerite dans la baie de Cannes au large de la ville du même nom, dans le département français des Alpes-Maritimes.

## Historique

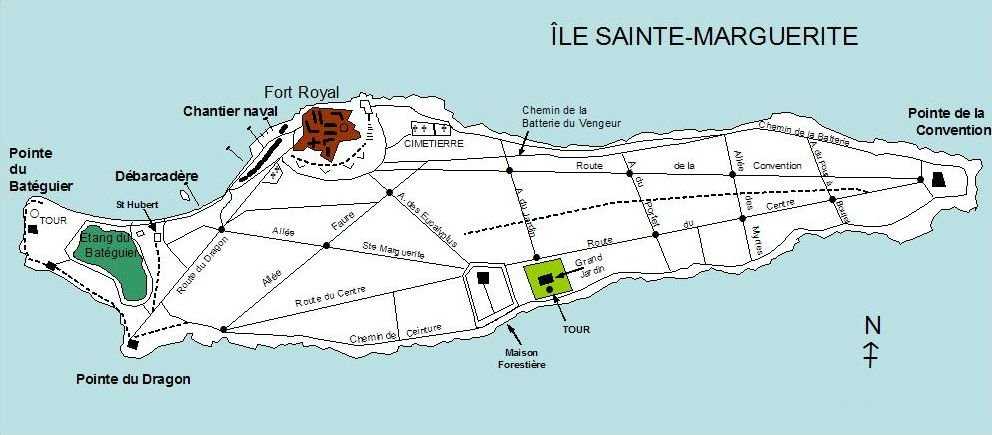
Plan de l'île Sainte-Marguerite.

Pendant l'occupation de l'île Sainte-Marguerite, jusqu'en 1637, les Espagnols construisirent plusieurs édifices avec le fort Royal, dont un fortin à la pointe est de l'île, en carré, en forme de redoute avec une batterie de canons à fleur de l'eau. Pendant les guerres de la Révolution et de l'Empire, le fortin est occupé par la batterie de la Convention.
Le corps de garde de la batterie a été construit en 1862 à l'extrémité orientale de l'île Sainte-Marguerite. Le bâtiment est en maçonnerie suivant le modèle de 1846. Les créneaux et bretèches sont en briques de terre cuite. L'annexion du comté de Nice à la France va rendre inutiles les places des Alpes-Maritimes situées à l'ouest du Var, la batterie est proposée au déclassement en 1876. Celui-ci est effectif en 1889, comme celui de la place d'Antibes. Au cours de la Seconde Guerre mondiale, les troupes allemandes ont construit devant la batterie deux casemates armées de canons de 75 mm.

## Protection au titre des monuments historiques
La batterie de la Convention de l'île Sainte-Marguerite a fait l’objet d’une inscription au titre des monuments historiques, le 6 juin 1933.